# Dama apreciadora de chá
No planejamento de experimentos em estatística, a dama apreciadora de chá é um famoso experimento aleatório concebido por Ronald A. Fisher e relatado em seu livro The Design of Experiments (1935). O experimento é a exposição original da noção de Fisher da hipótese nula. A descrição de Fisher tem menos de 10 páginas e é notável por sua simplicidade e plenitude no que diz respeito à terminologia, cálculo e planejamento do experimento. O exemplo é vagamente baseado em um evento na vida de Fisher. A dama em questão, a psicóloga Muriel Bristol, e o teste usado foi o teste exato de Fisher.

## O experimento
A dama em questão alegou ser capaz de dizer se ou o chá ou o leite tinha sido adicionado primeiro à uma xícara. Fisher propôs dar 8 xícaras a ela, quatro de cada tipo, em ordem aleatória. Pode-se perguntar então qual era a probabilidade dela acertar, mas por acaso.
- O experimento fornecia à dama 8 xícaras de chá aleatoriamente ordenadas – 4 preparadas adicionando primeiro leite, 4 preparadas adicionando primeiro chá. Ela tinha que selecionar 4 xícaras por um método.
  - Isso oferecia à dama a vantagem de julgar as xícaras por comparação.
  - A dama era inteiramente informada do método experimental.

A hipótese nula era que a dama não tinha tal habilidade. Note que na abordagem de Fisher não tem hipótese alternativa; ao invés disso, é um aspecto da abordagem Neyman-Pearson.
- O teste estatístico era uma simples contagem do número de sucessos em selecionar 4 xícaras.
- A distribuição da hipótese nula era computada pelo número de permutações.  O número de permutações selecionadas igualava o número de permutações não selecionadas.

| Contagem de sucesso | Permutações de seleção             | Número de permutações |
| ------------------- | ---------------------------------- | --------------------- |
| 0                   | oooo                               | 1 × 1 = 1             |
| 1                   | ooox, ooxo, oxoo, xooo             | 4 × 4 = 16            |
| 2                   | ooxx, oxox, oxxo, xoxo, xxoo, xoox | 6 × 6 = 36            |
| 3                   | oxxx, xoxx, xxox, xxxo             | 4 × 4 = 16            |
| 4                   | xxxx                               | 1 × 1 = 1             |
|                     | Total                              | 70                    |

- A região crítica era o único caso de 4 sucessos de 4 possibilidades baseadas em um critério de probabilidade convencional (< 5%; 1 of 70 ≈ 1.4%).

Se e somente se a dama categorizasse propriamente todas as 8 xícaras Fisher estaria disposto a rejeitar a sua hipótese nula – efetivamente reconhecendo a capacidade da dama ao nível de significância de 1,4% (mas sem quantificar sua capacidade) Fisher discutiu posteriormente os benefícios de mais provas e testes repetidos.
David Salsburg relata que um colega de Fisher , H. Fairfield Smith, revelou que no teste, a mulher acertou todas as oito xícaras. As chances de alguém que apenas adivinha acertar todas, assumindo que ela supõe que quatro tinham o chá colocado primeiro e quatro o leite, seriam de apenas 1 em 70 (combinação de 8 tomados 4 a 4).
Na divulgação científica, Salsburg  publicou um livro intitulado Uma senhora toma chá, que descreve o experimento de Fisher e ideias de aleatoriedade. Deb Basu escreveu que "o famoso caso da “dama apreciadora de chá”” foi um dos dois pilares de sustentação... da análise da aleatorização de dados experimentais".